# پنهندل فلوریدا

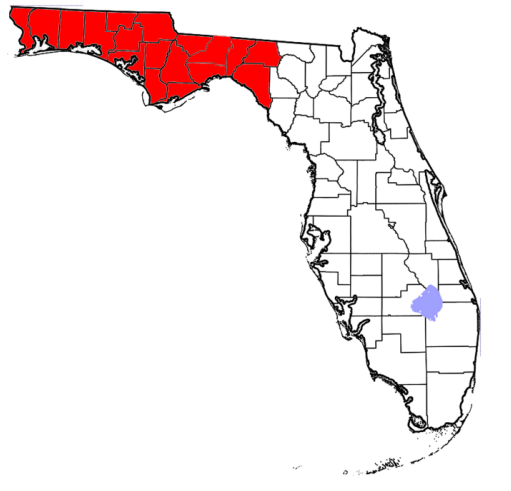
نقشه نشان دهنده شهرستان‌هایی که ممکن است جزو این منطقه طبقه‌بندی شوند.

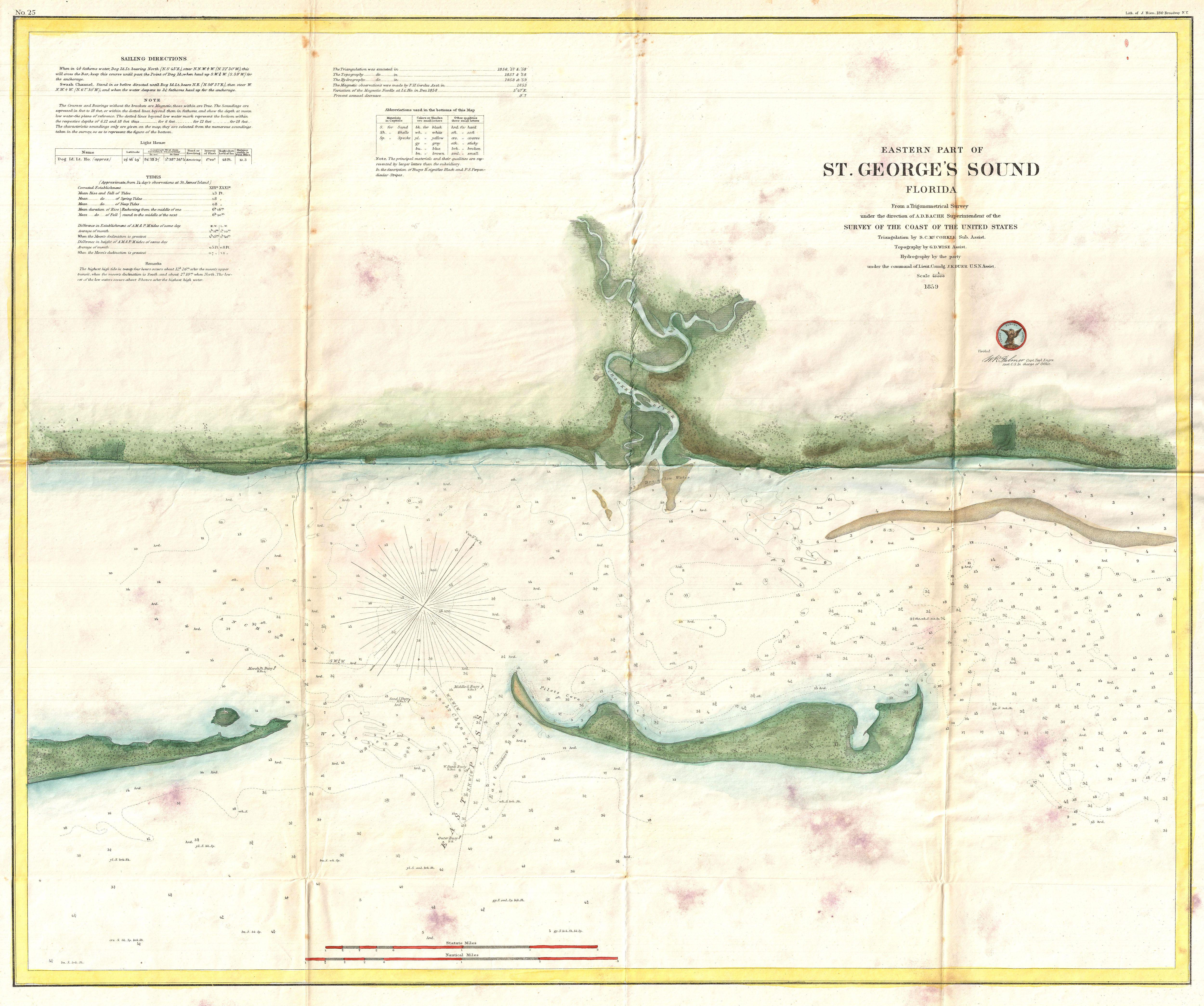

پنهندل فلوریدا (انگلیسی: Florida Panhandle) نامی غیررسمی برای بخش شمال غربی فلوریدا است که نواری از زمین در حدود ۲۰۰ مایل طول و ۵۰ تا ۱۰۰ مایل عرض است و از شمال و غرب به آلاباما، از شمال به جورجیا و از جنوب به خلیج مکزیک منتهی می‌شود.

## پایگاه‌های نظامی
پایگاه‌های نظامی عمده عبارتند از پایگاه هوایی پنسکوولا (مرکز هوانوردی نیروی دریایی در ایالات متحده آمریکا), پایگاه نیروی هوایی اگلین و فرودگاه صحرایی هرلبرت نزدیک فورت والتون بیچ، فلوریدا، فرودگاه نیول سوپپورت اکتیویتی پنما سیتی در پاناما سیتی بیچ، فلوریدا، و پایگاه نیروی هوایی تیندال نزدیک پاناما سیتی، فلوریدا. پایگاه‌های نظامی کوچک‌تر در پنهندل شامل مرکز تربیت جنگ‌افزار اطلاعاتی در پنساکولا، ایستگاه هوایی نیروی دریایی وایتینگ فیلد نزدیک میلتون، فلوریدا و فرودگاه صحرایی دوک نزدیک کرست‌ویو، فلوریدا هستند.